# 휴먼TV 즐거운 수요일
《휴먼TV 즐거운 수요일》은 1997년 10월 22일부터 1998년 10월 21일까지 문화방송에서 방송되었던 성인대상의 코미디 프로그램이다.

## 진행자
- 임백천
- 서경석
- 김효진

## 패널
이윤철
안문현
홍서범
조태훈

## 역대 코너
- 발굴 멋진 인생
- 여의도 포럼
- 유죄냐? 무죄냐?[1]
- 출동!파파라쵸
- 시청자 극장, 앗! 나의 실수[2]
- 앗!나도 실수
- 나는야 평범한 주부

## 같이 보기
- 솔로몬의 선택 (SBS)
- 타임머신 (2001년 ~ 2005년)